# Carsten Günther
Carsten Alexander Günther (* 13. November 1969 in Duisburg) ist ein deutscher Jurist und war von Juni 2015 bis August 2025 Richter am Bundesverwaltungsgericht. Seit dem 13. August 2025 ist Günther in der Nachfolge von Ricarda Brandts Präsident des Oberverwaltungsgerichts in Münster.

## Leben und Wirken
Günther promovierte nach dem Studium der Rechtswissenschaft 1998 an der Westfälischen Wilhelms-Universität Münster mit der Dissertation Die Klagebefugnis der Staaten in internationalen Streitbeilegungsverfahren. 2000 trat er in den Justizdienst des Landes Nordrhein-Westfalen ein und war zunächst beim Verwaltungsgericht Köln tätig. Ab 2003 war er für zwei Jahre an das Bundesministerium der Justiz abgeordnet. Während dieser Zeit wurde er 2003 zum Richter am Verwaltungsgericht ernannt. 2007 erfolgte eine mehrmonatige Abordnung an die Staatskanzlei des Landes Nordrhein-Westfalen, anschließend bis  2010 an das Justizministerium des Landes Nordrhein-Westfalen. In dieser Zeit wurde Günther 2009 zum Richter am Oberverwaltungsgericht Münster ernannt. 2013 erfolgte seine Ernennung zum Vorsitzenden Richter am Verwaltungsgericht Düsseldorf.
Das Präsidium des Bundesverwaltungsgerichts wies Günther zunächst dem 2. Revisionssenat zu, der für das Recht des öffentlichen Dienstes einschließlich des Beamtendisziplinarrechts und des Dienstrechts der Soldaten sowie das Recht der Wehrpflichtigen und der Zivildienstpflichtigen zuständig ist.
2021 bewarb sich Günther um das Amt des Präsidenten des Oberverwaltungsgerichts (OVG) Nordrhein-Westfalen, wobei er unterlag, gegen die Besetzungsentscheidung klagte und im Jahr 2025 vor einem parlamentarischen Untersuchungsausschuss im Landtag Nordrhein-Westfalen Justizminister Benjamin Limbach Ämterpatronage vorwarf und dessen Aussagen in einer eidesstattlichen Versicherung widersprach. Am 8. Juli 2025 beschloss das Landeskabinett, nachdem sich eine vorherige Mitbewerberin zurückgezogen hatte, ihn zum Präsidenten des OVG Nordrhein-Westfalen zu ernennen. Am 13. August 2025 händigte ihm der Minister der Justiz des Landes Nordrhein-Westfalen, Benjamin Limbach, die Ernennungsurkunde aus.
Günther ist Mitglied der CDU.